# 산청 전주최씨 고령댁 상여
산청 전주최씨 고령댁 상여(山淸 全州崔氏 古靈宅 喪輿)는 국립민속박물관에 있는 조선시대의 상여이다. 1996년 2월 9일 대한민국의 국가민속문화재 제230호로 지정되었다.

## 개요
전주 최씨 통덕랑공파(通德郞公派) 21대손인 최필주(崔必周)의 시신을 장지까지 운반하던 기구이다. 최필주는 대단한 부자였는데 그가 죽음에 이르자 맏아들이 경남 통영의 조각공을 초청하여 만들게 한 것으로 6개월에 걸쳐 제작되었다고 한다. 개인 상여로 보관하던 것을 '진주화단친목회'에서 구입하여 사용하다가 1994년 나라에 기증함으로써 현재 서울국립민속박물관에 보관하고 있다. 상여 명칭은 최필주의 후손 중 고령군수를 지냈던 사람이 있었으므로 관직이름을 따서 붙인 것이다.
경남 진주에서 사용했던 이 상여는 4층 누각의 기와집 형태로 독특하다. 긴 멜대 위에 4층 기와집 형태의 몸체가 조성되고 맨 위에 햇빛을 가리기 위한 넓은 천이 쳐있다. 1, 2층 아래 부분에는 난간을 두르고 난간 위에 인물조각상을 세웠는데 망자가 외롭지 않게 저승길을 함께 가는 사람들과, 저승길을 인도하는 신선으로 알려진 동방삭을 표현한 듯 싶다.
3, 4층은 몸체 위에 지붕을 얹은 모습이다. 목조건축양식을 그대로 모방하고 있는데 마치 기와집 두 채를 포개어 놓은 모습이다. 지붕의 추녀 끝에는 날개를 접은 새를 두고 4층 용마루에는 날개를 펼친 새를 꽂았는데 저승새를 의미한다. 전면에 가득한 조각과 그림들은 용, 동물, 식물, 인물 등의 문양이 다양하고 색깔도 화려하다. 특히 3층 지붕 아래에 연꽃이 시들어가는 과정을 조각한 것이 흥미로운데 인간의 탄생에서 죽음까지를 보는 듯 서글프다. 장례행렬에서 상여는 요령잡이의 방울소리와 노래에 따라 움직이게 된다. 두 개의 긴 멜대 중간 중간에 횡목을 끼워 그 사이에 사람이 들어가 어깨에 메고 운반하도록 되어 있다.
철종7년(1856)년에 제작된 이 상여는 각부의 조각과 조립형태가 정교하다. 제작연대가 분명하고 구조가 특이하여 상여 연구에도 귀중한 자료이다.

## 갤러리

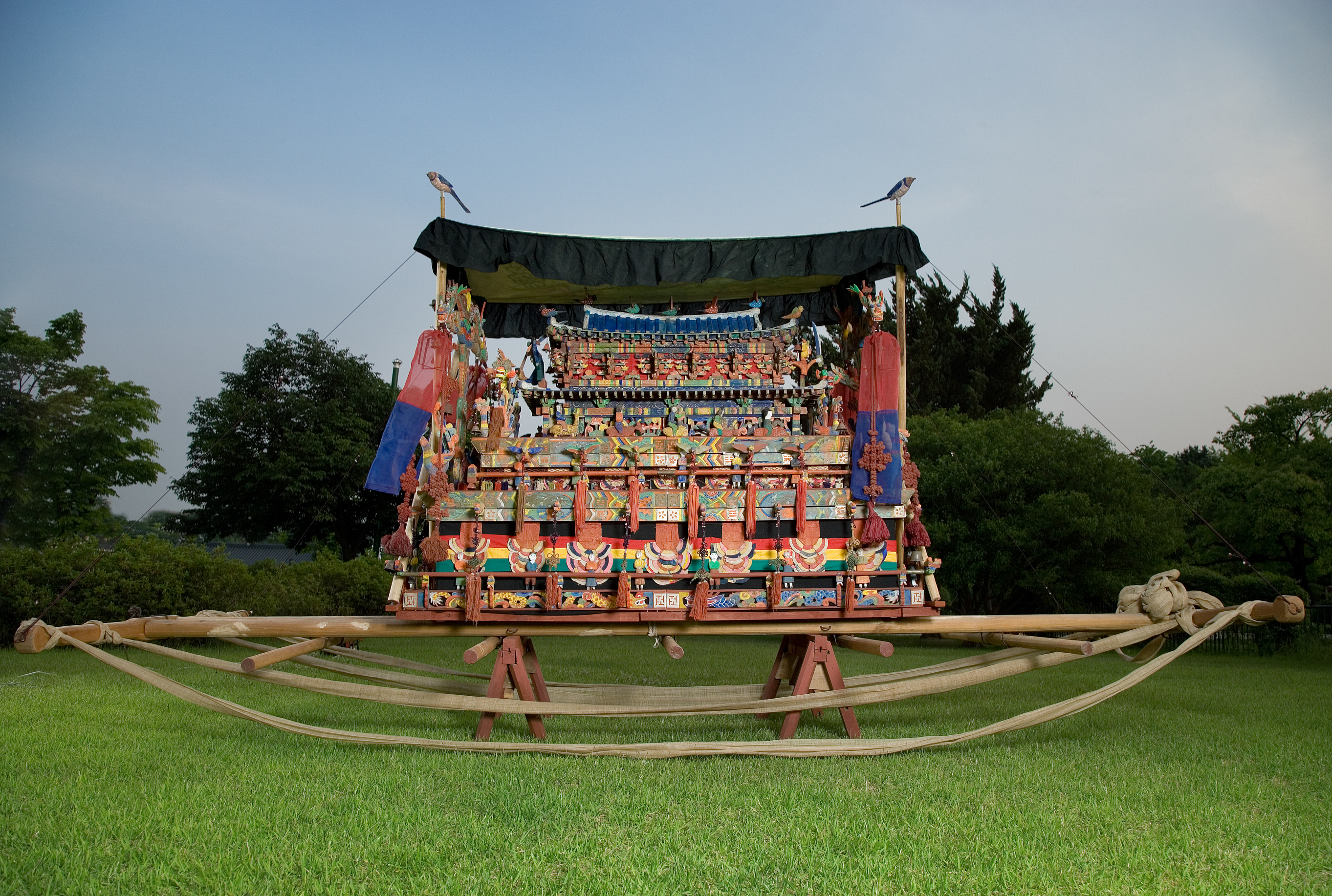
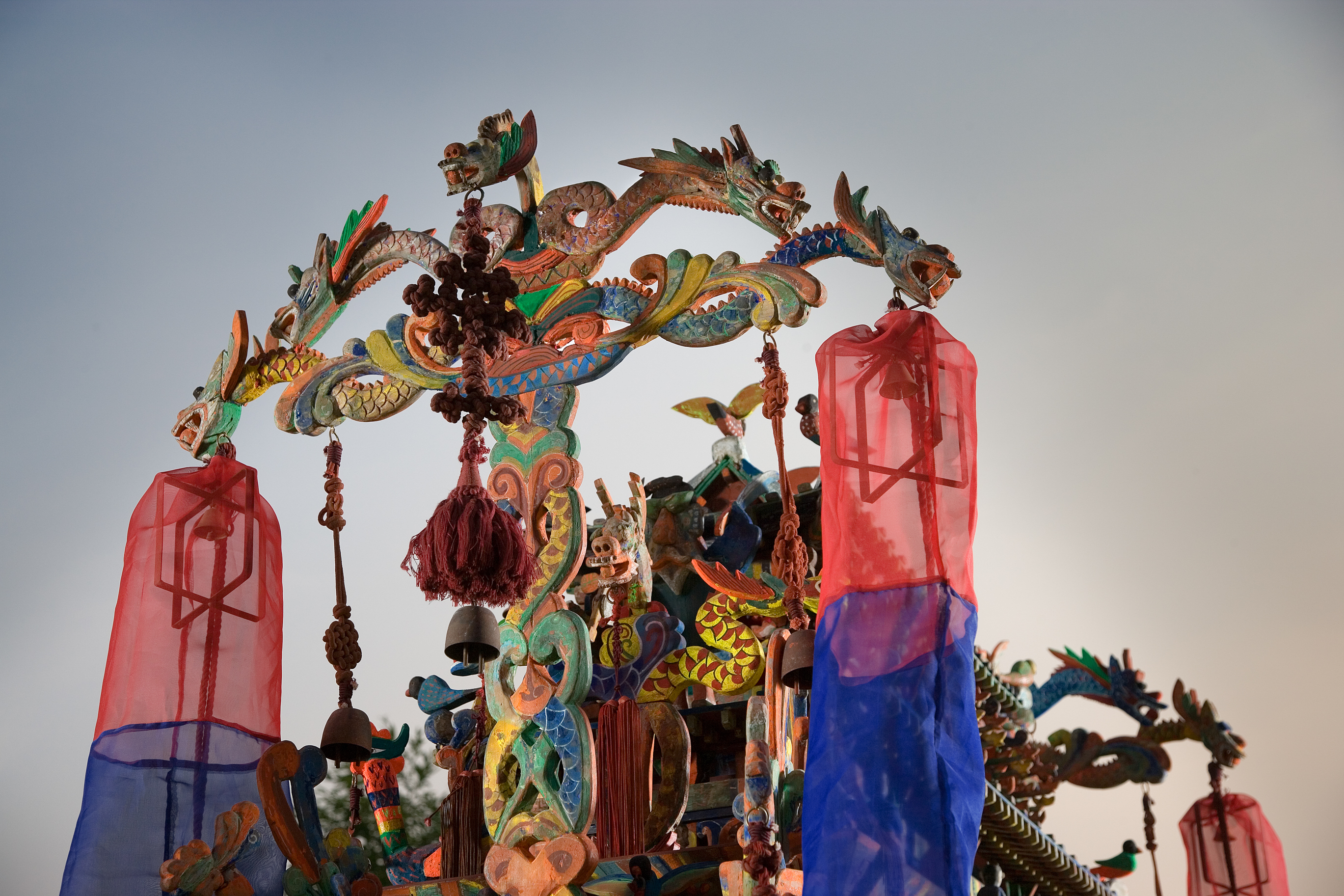
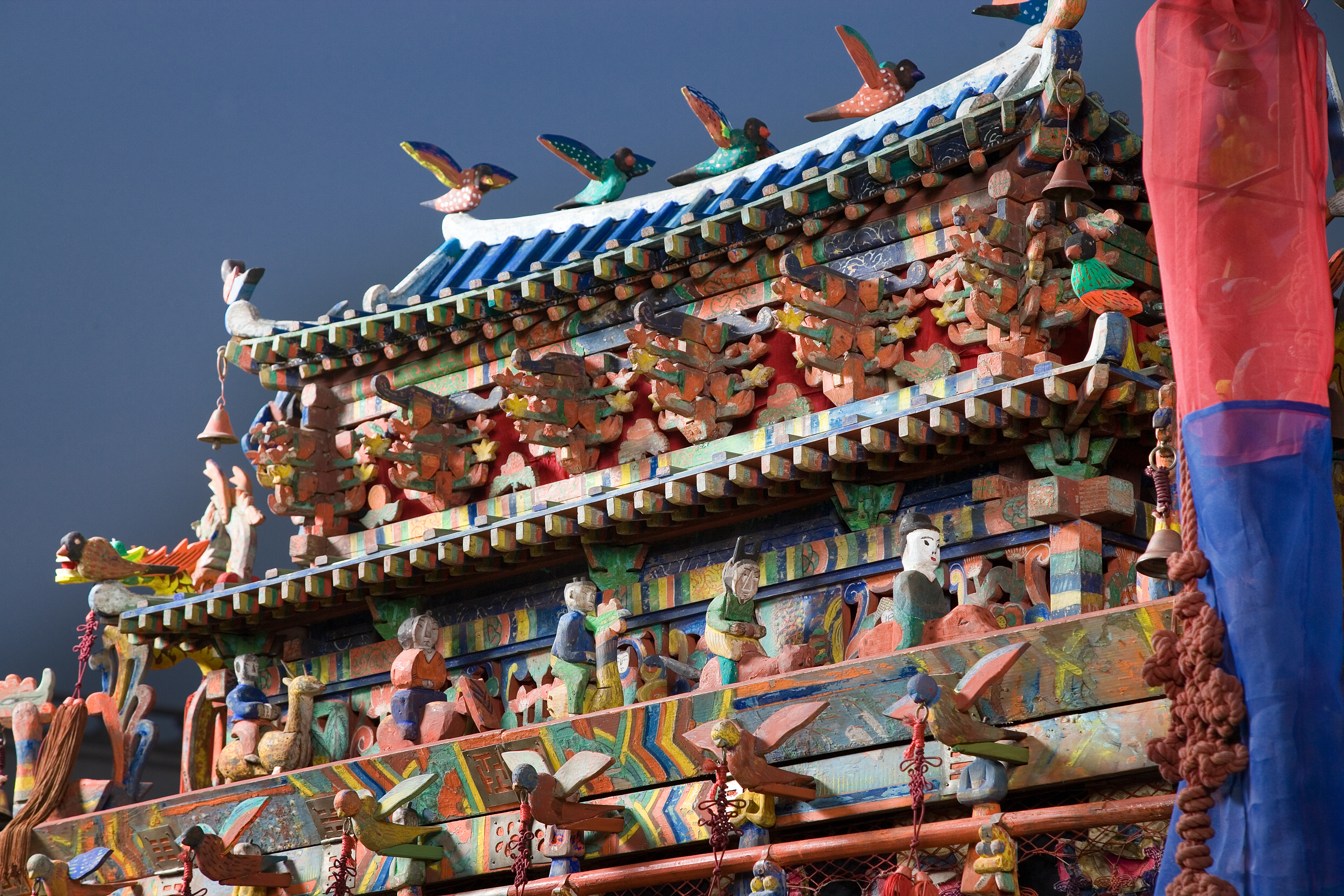
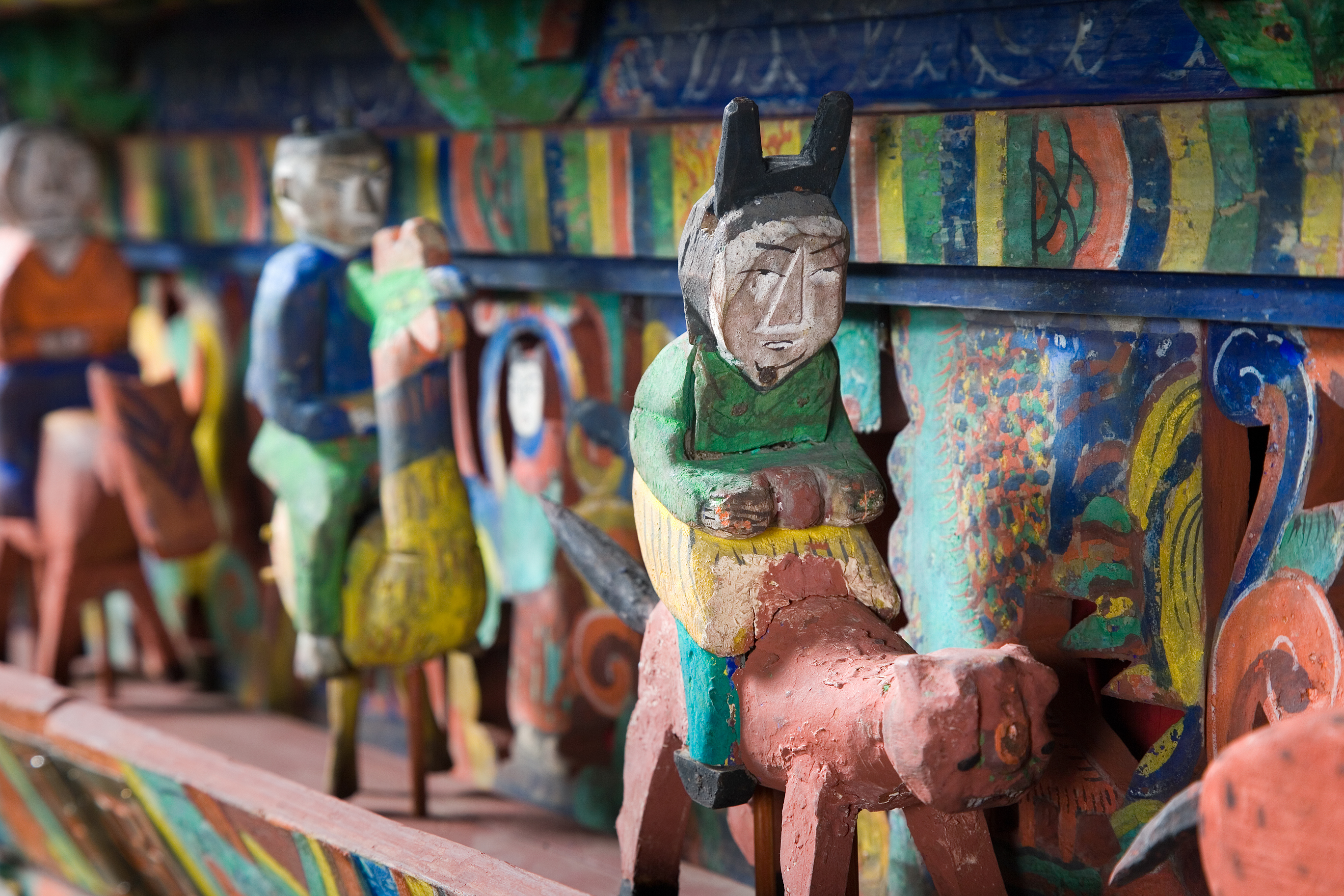
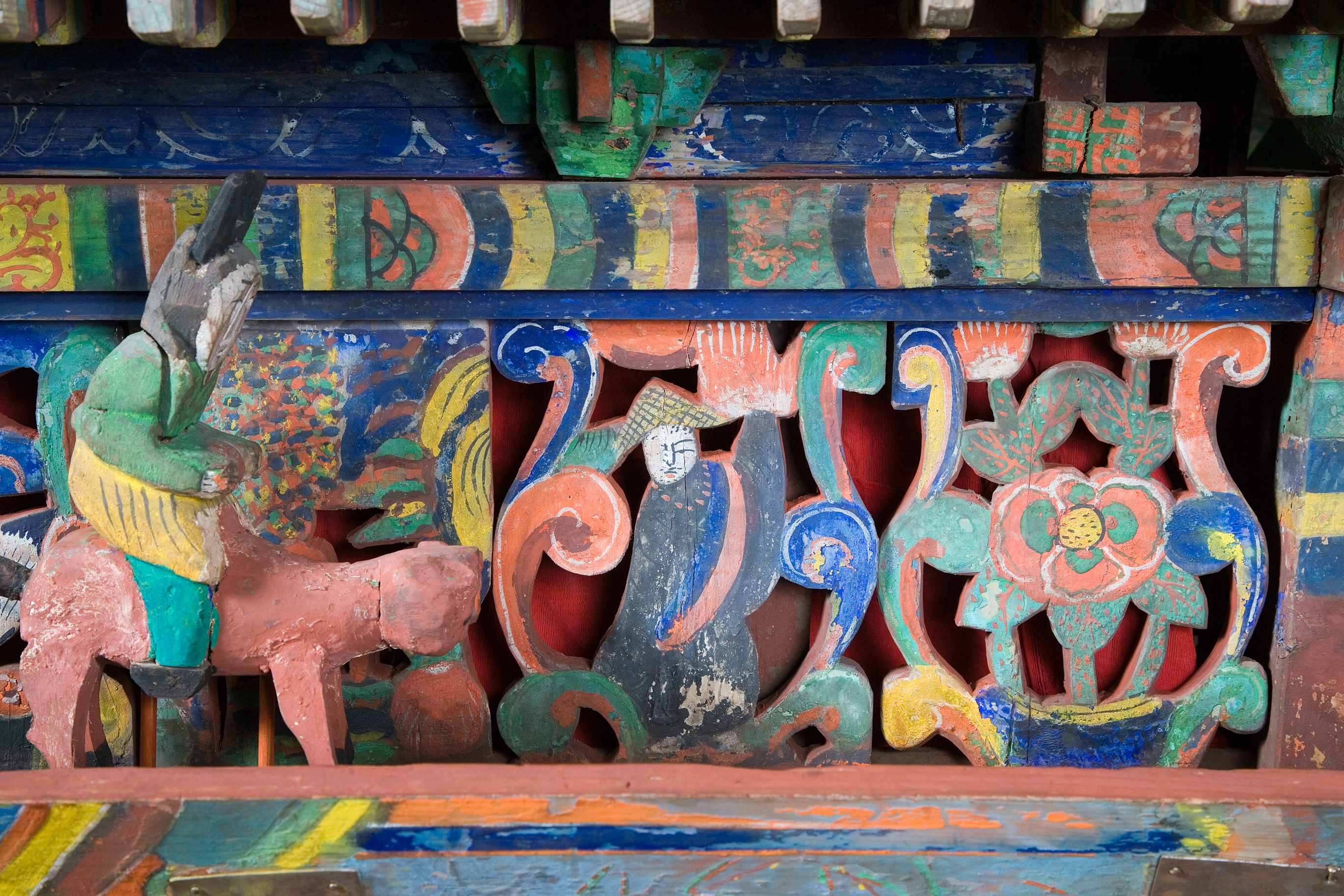
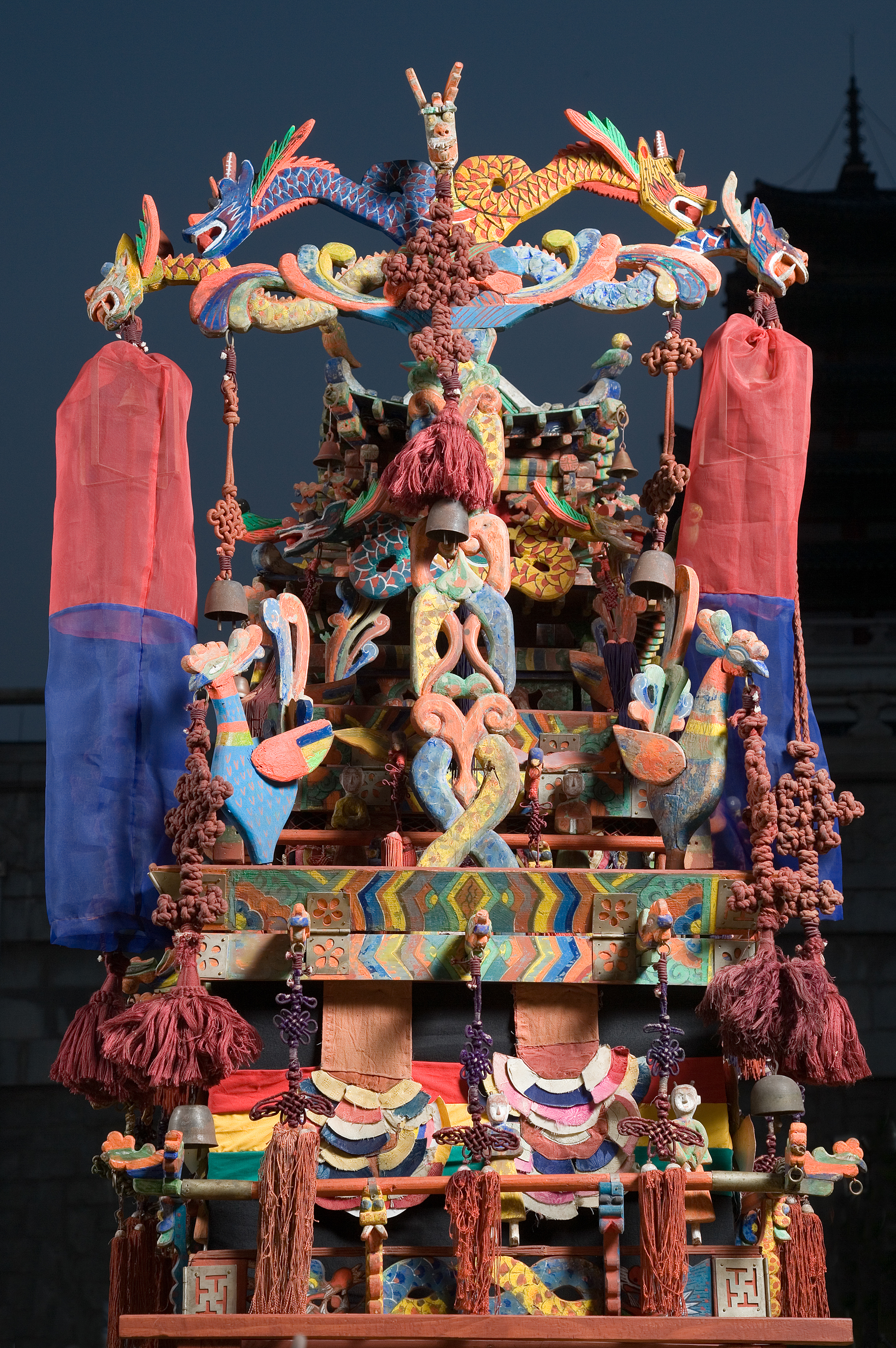
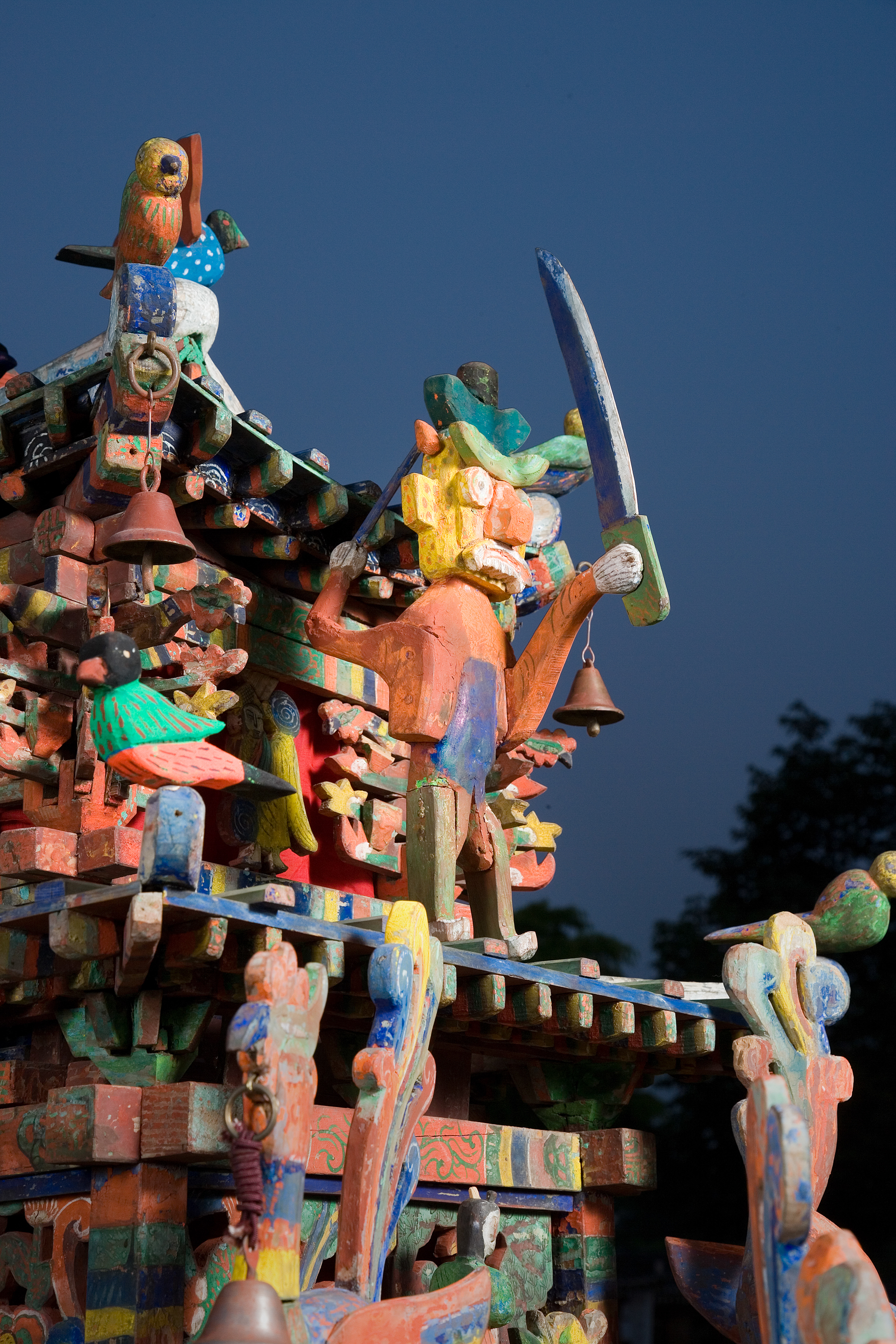
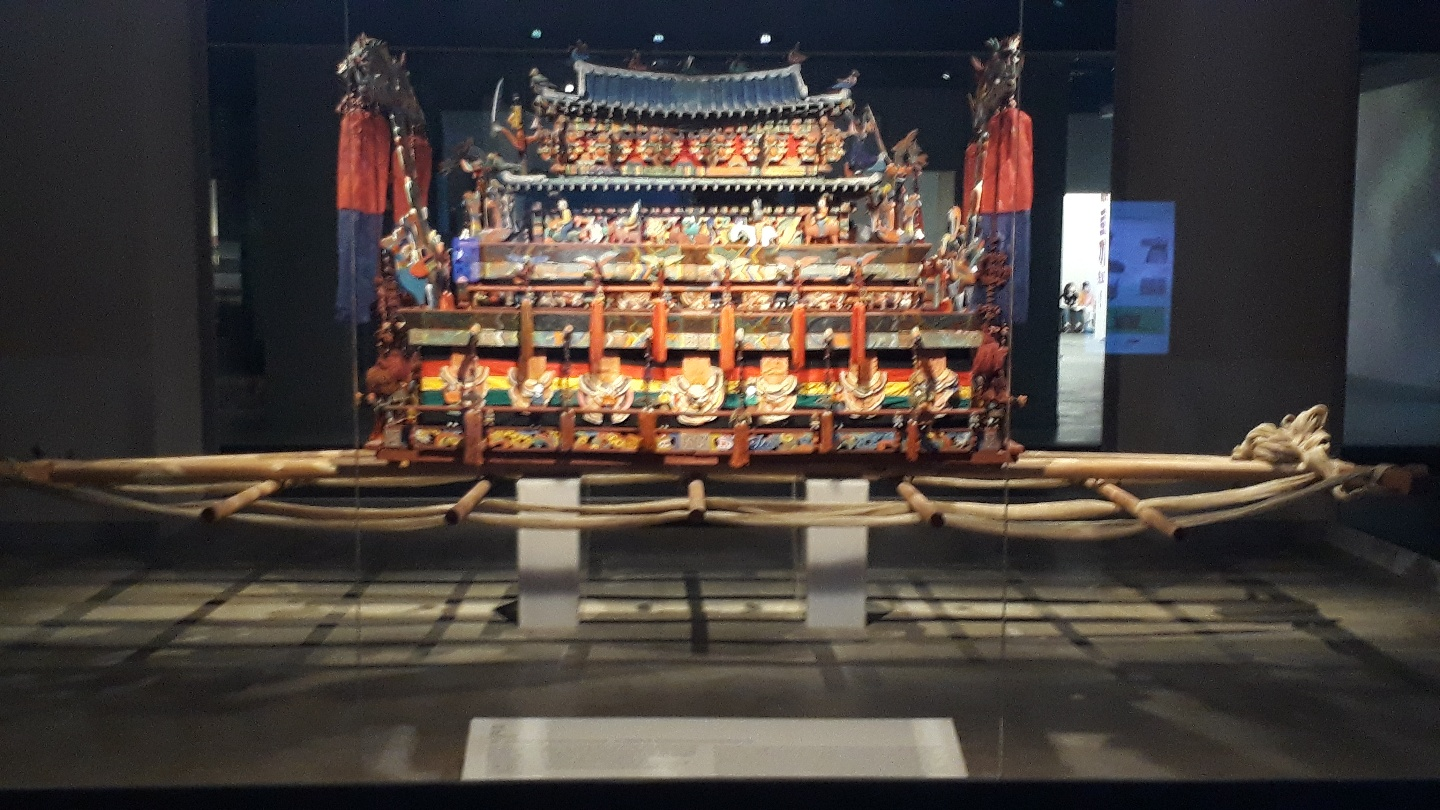
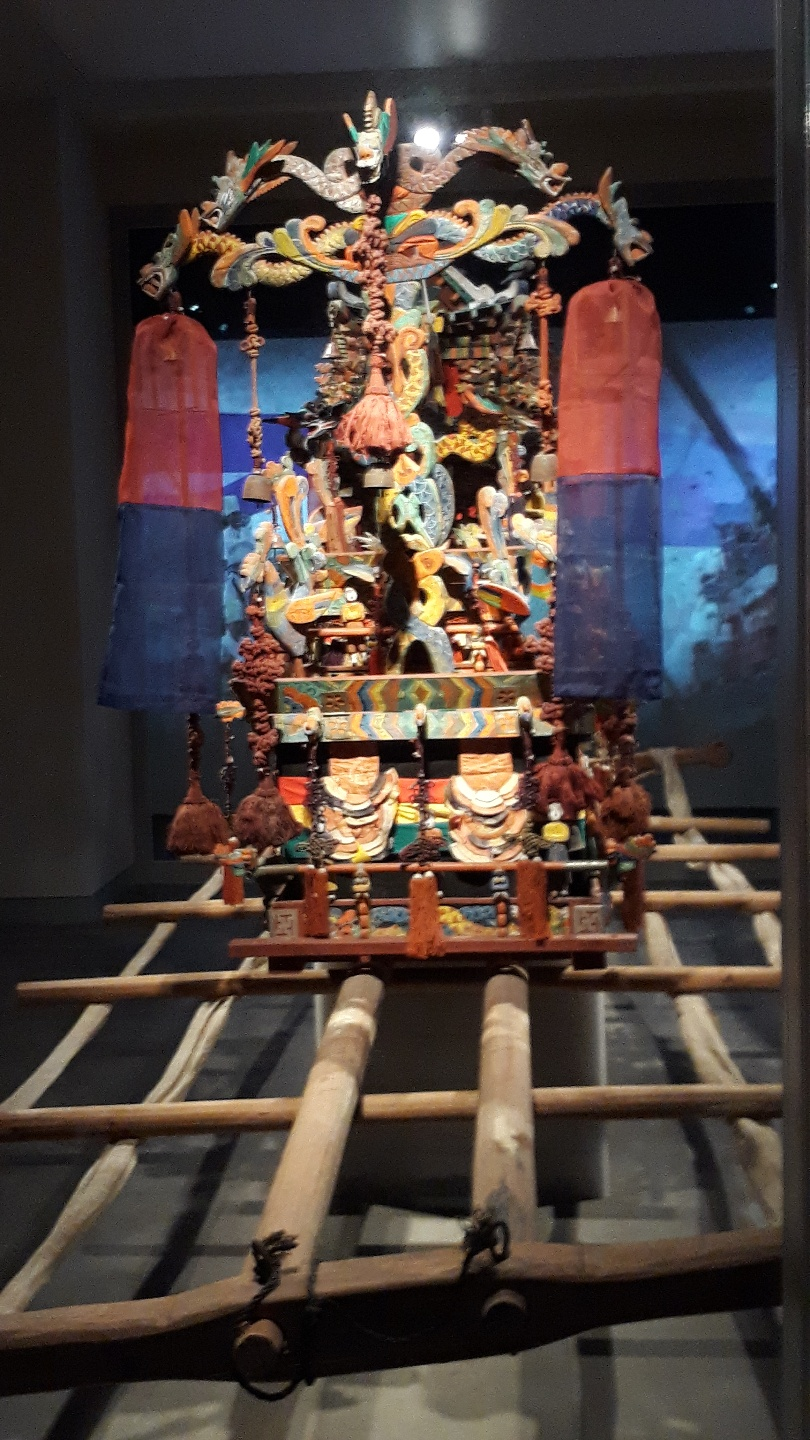
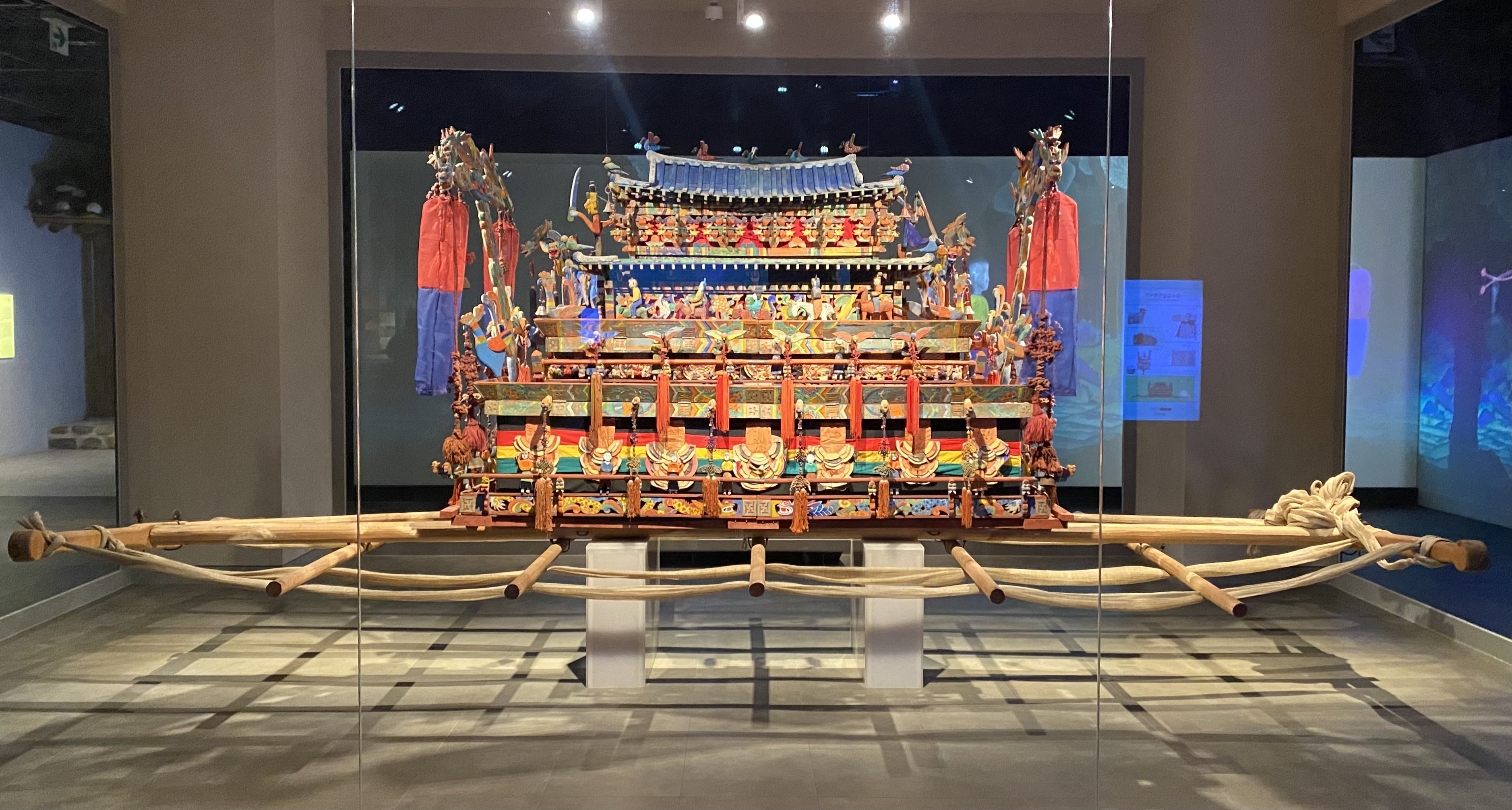
국립민속박물관에 전시되어있는 산청 전주최씨 고령댁 상여
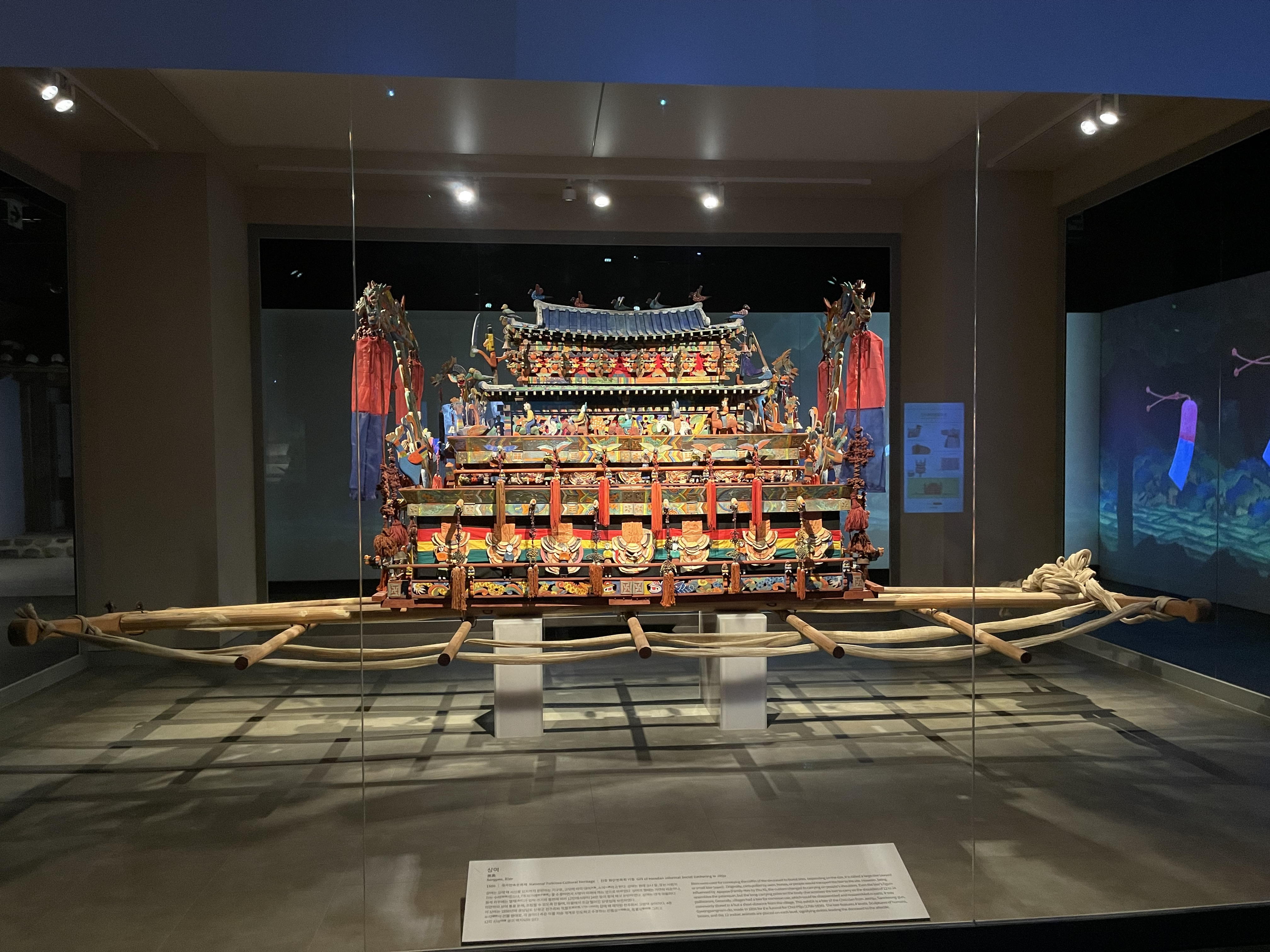
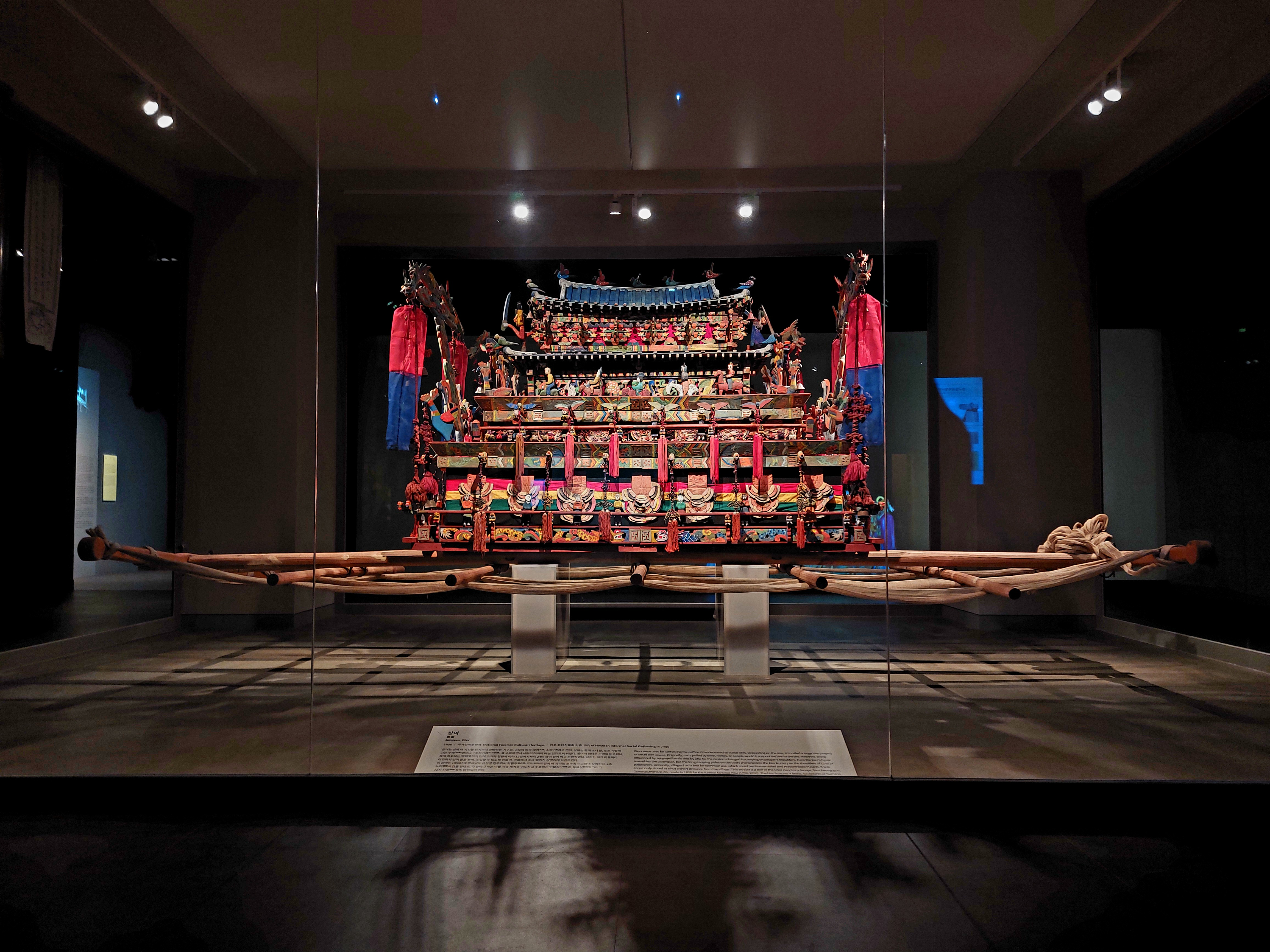
국립민속박물관 상설전시실 3에 전시된 산청 전주최씨 고령댁 상여이다.

## 같이 보기
- 상여

## 참고 자료
- 산청 전주최씨 고령댁 상여 - 국가유산청 국가유산포털